# 1716
Năm 1716 (số La Mã: MDCCXVI) là một năm nhuận bắt đầu từ ngày thứ tư trong lịch Gregory (hoặc một năm thường bắt đầu vào thứ Bảy của lịch Julius chậm hơn 11 ngày).

## Sinh
- 12 tháng 1 - Antonio de Ulloa, tướng Tây Ban Nha, thống đốc Louisiana (mất 1795)
- 15 tháng 1 - Philip Livingston, người Mỹ (mất 1778)
- 20 tháng 1
  - Jean-Jacques Barthélemy, nhà văn người Phápc (mất 1795)
  - King Charles III của Tây Ban Nha (mất 1788)
- 26 tháng 1 - George Germain, 1 Viscount Sackville, chính trị gia Anh (mất 1785)
- 6 tháng 3 - Pehr Kalm, nhà thám hiểm và tự nhiên Phần Lan (mất 1779)
- 29 tháng 5 - Louis-Jean-Marie Daubenton, nhà tự nhiên học Pháp (mất 1800)
- 18 tháng 6 - Joseph-Marie Vien, họa sĩ người Pháp (mất 1809)
- 23 tháng 6 - Fletcher Norton, 1st Baron Grantley, chính trị gia (mất 1789)
- 3 tháng 10 - Giovanni Battista Beccaria, nhà vật lý học Ý (mất 1781)
- 6 tháng 10 - George Montague-Dunk, thứ 2 Earl of Halifax, người Anh (mất 1771)
- 4 tháng 11 - Wilhelm von Knyphausen, (mất 1800)
- 16 tháng 12 - Louis-Jules Mancini-Mazarini, Đức de Nivernais, nnhà ngoại giao, nhà văn người Pháp (mất 1798)
- 25 tháng 12 - Johann Jacob Reiske, học giả và các bác sĩ Đức (mất 1774)